# Windhagen

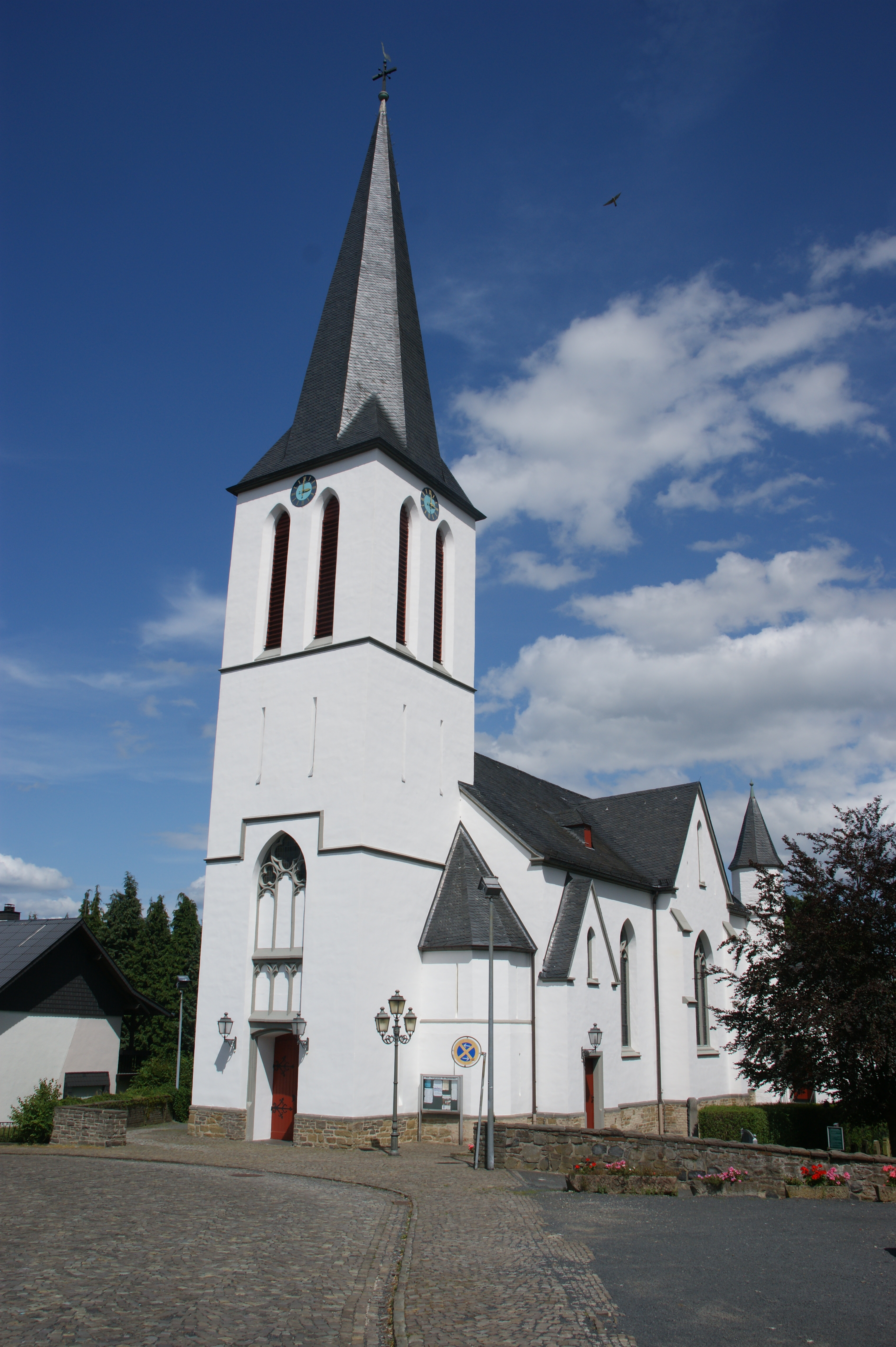
St. Bartholomäus in Windhagen

Windhagen ist eine Ortsgemeinde im Landkreis Neuwied im nördlichen Rheinland-Pfalz und liegt unmittelbar an der Grenze zu Nordrhein-Westfalen. Sie gehört der Verbandsgemeinde Asbach an.

## Geographie

### Geographische Lage
Die Gemeinde Windhagen liegt auf der Asbacher Hochfläche am Übergang vom Siebengebirge in den sich nach Osten erstreckenden Westerwald, unmittelbar an der Grenze zu Nordrhein-Westfalen. Die Ortschaft erstreckt sich südöstlich des Dachsbergs auf der Nordseite eines Höhenzugs und umfasst Höhenlagen zwischen 258 m ü. NHN und 322 m ü. NHN. Teile des Gemeindegebietes liegen im Naturpark Rhein-Westerwald. Der höchste Geländepunkt wird mit knapp 322 m ü. NHN im zum Hauptort Windhagen gehörenden Ortsteil Vierwinden, der niedrigste mit 165 m ü. NHN am östlichen Austritt des Hallerbachs, der hier auch Elsaffer Bach genannt wird, aus der Gemarkung erreicht.
Nachbargemeinden von Windhagen sind Bad Honnef (Nordrhein-Westfalen) mit dem Stadtbezirk Aegidienberg im Nordwesten, Asbach im Nordosten, Neustadt (Wied) im Südosten, Vettelschoß im Südwesten sowie Erpel, Unkel und Rheinbreitbach im Westen. Die am nächsten gelegenen größeren Städte sind Neuwied, Bonn und Siegburg, jeweils etwa 30 km entfernt.

### Gemeindegliederung
- Birken [W]
- Frohnen [R]
- Günterscheid [R]
- Hallerbach [R]
- Hecken [W]
- Hohn [R]
- Hüngsberg [W]
- Johannisberg [W]
- Köhlershohn [R]
- Niederwindhagen [W]
- Oberwindhagen [W]
- Rederscheid [R]
- Schweifeld [R]
- Stockhausen [W]
- Vierwinden [W]

[W] = Gemarkung Windhagen; [R] = Gemarkung Rederscheid; kursiv: kein offizieller Gemeindeteil
Zu Windhagen gehören auch die Wohnplätze Adamstal (Gemarkung Windhagen) und Fischerhaus im Appental (Gemarkung Rederscheid).

## Geschichte
Laut einem Manuskript aus dem Jahre 1613 wurde im 7. Jahrhundert in einer Schenkungsurkunde eine Herrschaft „Wintsan“ erwähnt, die mit Windhagen identifiziert wird. Der Ort ist vermutlich keltischen Ursprungs, in der fränkischen Zeit lag er an der Grenze von Engersgau, Bonngau und Auelgau. Die Gaugrenzen wurden allgemein durch einen Wald, den sogenannten „Wendehagen“ markiert, an dem die germanischen Stämme „umwenden“ (umkehren) mussten. Die mundartliche Bezeichnung des Ortes lautet „Wänte“ oder „Wänten“, die des Ortsteils Oberwindhagen „Honneböschel“ und die des Ortsteils Niederwindhagen „Niddichwänte(n)“.
Seit dem 13. Jahrhundert gehörte Windhagen landesherrlich zum Kurfürstentum Köln und unterstand der Verwaltung des Amtes Altenwied. Das Amt Altenwied gliederte sich in drei Kirchspiele: Asbach, Neustadt und Windhagen. 1517 erschien der damals Wynthain genannte Ort in einer Zehntabrechnung des Amtes Altenwied als Kirchdorf. Auf Anordnung des Erzbischofs Maximilian Heinrich von Bayern wurden im Jahr 1660 eine Inventur aller Honnschaften im Amt Altenwied durchgeführt. Hierbei wurde für das Kirchspiel Windhagen aufgezählt:
- „Winthahner Honschaft“:

Birken, Birkersseifen (Birkenseifen) und das „alte Hunsberg“ (Johannisberg) je ein Haus; Hunsberg (Hüngsberg) vier Häuser; Hecken und Wiesplätzchen je drei Häuser; Stockhausen zehn Häuser; Winthahn (Windhagen) einschließlich des Wittumshofs fünf Häuser, Niederwinthahn neun Häuser; Hasenberg ein unbewohnter Hof.
- „Hohner Honschaft“:

Frohnen und Hallerbach je zwei Häuser; Gunnerscheidt (Günterscheid) drei Häuser; Hohn, Schweyfeld (Schweifeld) und Redtscheid (Rederscheid) je fünf Häuser. Die Honnschaft wurde sonst meist Rederscheid genannt.
Die Herrschaft Kurkölns endete 1803 nach über 500 Jahren mit dem Reichsdeputationshauptschluss. Das kurkölnische Gebiet in dieser Region wurde zunächst dem Fürstentum Wied-Runkel zugeordnet und kam 1806 aufgrund der Rheinbundakte zum Herzogtum Nassau. Das Kirchspiel Windhagen mit den Honnschaften Windhagen und Rederscheid unterstand anschließend der Verwaltung des nassauischen Amtes Altenwied. Nach den auf dem Wiener Kongress geschlossenen Verträgen wurde das Gebiet 1815 an das Königreich Preußen abgetreten.
Die Honschaft Windhagen gehörte von 1816 an zum damals neu gebildeten Standesherrlichen Kreis Neuwied (ab 1848 Kreis Neuwied) im Regierungsbezirk Koblenz und wurde zunächst von 1817 bis 1823 von der Bürgermeisterei Altenwied, anschließend von der Bürgermeisterei Asbach (ab 1927 „Amt Asbach“) verwaltet. 1845 erfolgte die Umbenennung in „Gemeinde Windhagen“. In den 1960er-Jahren setzte ein umfangreiches Bevölkerungswachstum, bei dem sich die Einwohnerzahl Windhagens vervierfachte. Von 1984 bis 1988 entstand südlich der Autobahn ein neues Kultur-, Schul- und Sportzentrum der Gemeinde.

### Eingemeindungen
Im Rahmen der rheinland-pfälzischen Verwaltungs- und Gebietsreform wurde am 7. November 1970 die Gemeinde Windhagen mit der bis dahin eigenständigen Gemeinde Rederscheid (728 Einwohner) zusammengeführt und die neue Ortsgemeinde Windhagen gebildet. Zur Gemeinde Windhagen (ohne Rederscheid) gehörten bis dahin die Ortsteile Adamstal, Birken, Hüngsberg, Johannisberg und Stockhausen.

### Einwohnerstatistik
Die Entwicklung der Einwohnerzahl von Windhagen bezogen auf das heutige Gemeindegebiet, die Werte von 1871 bis 1987 beruhen auf Volkszählungen:
| Jahr | Einwohner |
| ---- | --------- |
| 1816 | 702       |
| 1835 | 984       |
| 1871 | 1.077     |
| 1905 | 982       |
| 1939 | 1.083     |
| 1950 | 1.167     |
| 1961 | 1.128     |

| Jahr | Einwohner |
| ---- | --------- |
| 1970 | 1.588     |
| 1987 | 2.752     |
| 1997 | 4.041     |
| 2005 | 4.350     |
| 2011 | 4.244     |
| 2017 | 4.182     |
| 2023 | 4.656     |

### Konfessionsstatistik
Mit Stand 30. Juni 2005 waren von den Einwohnern 53,3 % römisch-katholisch, 21,2 % evangelisch und 25,5 % waren konfessionslos oder gehörten einer anderen Glaubensgemeinschaft an. Die Anteile der Protestanten und Katholiken an der Gesamtbevölkerung sind seitdem gesunken. Ende März 2025 waren 35,8 % der Einwohner katholisch und 16,5 % evangelisch. 47,7 % gehörten entweder einer anderen Glaubensgemeinschaft an oder waren konfessionslos.

## Politik

### Gemeinderat
Der Gemeinderat in Windhagen besteht aus 20 Ratsmitgliedern, die bei der Kommunalwahl am 9. Juni 2024 in einer personalisierten Verhältniswahl gewählt wurden, und dem ehrenamtlichen Ortsbürgermeister als Vorsitzendem.
Die Sitzverteilung im Gemeinderat:
| Wahl | SPD | CDU | Grüne | FDP | G-BfW * | Bahne * | Gesamt   |
| ---- | --- | --- | ----- | --- | ------- | ------- | -------- |
| 2024 | 3   | 8   | 1     | 1   | 7       | 0       | 20 Sitze |
| 2019 | 4   | 7   | 3     | 1   | 5       | –       | 20 Sitze |
| 2014 | 5   | 12  | 2     | 1   | –       | –       | 20 Sitze |
| 2009 | 5   | 12  | 1     | 2   | –       | –       | 20 Sitze |
| 2004 | 6   | 13  | −     | 1   | –       | –       | 20 Sitze |

### Bürgermeister
Hans-Dieter Geiger (G-BfW) wurde am 10. Juli 2024 Ortsbürgermeister von Windhagen. Bei der Stichwahl am 23. Juni 2024 hatte er sich mit einem Stimmenanteil von 52,2 % gegen den bisherigen Amtsinhaber durchgesetzt, nachdem bei der Direktwahl am 9. Juni 2024 keiner der ursprünglich vier Bewerber eine ausreichende Mehrheit erreicht hatte.
Geigers Vorgänger Martin Buchholz (CDU) hatte das Amt im Juni 2019 übernommen. Bei der Direktwahl am 26. Mai 2019 war er mit einem Stimmenanteil von 51,45 % gewählt worden. Sein Amtsvorgänger Josef Rüddel (ebenfalls CDU) hatte dieses Amt seit 1963 inne und war damit ab 2012 dienstältester sowie ältester Bürgermeister Deutschlands.

### Wappen
Seit dem 13. Mai 1986 ist die Ortsgemeinde Windhagen berechtigt ein Wappen zu führen.
| Wappen von Windhagen | Blasonierung: „Schild durch geschweifte rote Spitze, darin goldener Brunnen gespalten, vorne im ersten Feld ein schwarzes Kreuz auf weißem (silbernen) Grund; hinten im zweiten Feld ein blauer Wellenbalken in silbernem Feld, drei 5-blättrige Rosen mit roten Butzen.“ |
| Wappen von Windhagen | Wappenbegründung: 1. Feld: Kurköln (frühere Zugehörigkeit zum Erzstift Köln), 2. Feld: Familie von Schoenebeck (steht für den Ortsteil Johannisberg, wo die noch heute im Windhagener Raum ansässige Familie Besitz hatte), 3. Feld: Douwen-Brunnen (eine angebliche Heilkraft des "Taubenbrunnens" ist im Volksmund seit dem frühen Mittelalter bekannt, insbesondere galt das Wasser als heilkräftig gegen Taubheit und Schwerhörigkeit). |

### Gemeindepartnerschaft
Windhagen unterhält seit dem 3. Oktober 1991 eine Partnerschaft mit der Gemeinde Pfaffschwende in Thüringen.
Zur Festigung dieser Partnerschaft finden regelmäßige Treffen und Veranstaltungen beider Gemeinden statt.

## Wirtschaft und Infrastruktur

### Verkehr
Vom Windhagener Ortskern ist die Anschlussstelle 34 (Bad Honnef/Linz) der Bundesautobahn 3 etwa drei Kilometer entfernt. Im Gemeindegebiet Windhagens liegt der Rastplatz Hambitz der A 3.
Über Buslinien sowie über Anrufsammeltaxi (AST) ist Windhagen an den ÖPNV angebunden. Mit einer Schnellbuslinie sind der Verwaltungsstandort Asbach sowie die Stadt Bad Honnef (mit Bahnhof sowie Endstelle der Linie 66 der Stadtbahn Bonn) erreichbar.
In der Umfrage zum Fahrradklimatest des ADFC erhielt Windhagen in der Kategorie bis 20.000 Einwohner die schlechtesten Ergebnisse deutschlandweit.
Durch das Gemeindegebiet verläuft die Schnellfahrstrecke Köln–Rhein/Main.

### Ansässige Unternehmen
Windhagen ist Sitz des Maschinenbauunternehmens Wirtgen, das mit rund 2000 Mitarbeitern zu einem der weltweit führenden Unternehmen für die Entwicklung, Herstellung und den  Vertrieb von Maschinen und Anlagen für den Straßenbau zählt. Im Jahr 2017 ist die Wirtgen-Group in den Besitz  des US-Konzerns John Deere übergegangen.
Zu den größeren in der Gemeinde ansässigen Betrieben gehören auch Nölken Hygiene-Products, JK-Ergoline und Geutebrück.
Darüber hinaus gibt es zahlreiche kleine und mittelständische Unternehmen aus den Bereichen Handel, Dienstleistung, Produktion und Wellness.
Der seit 2005 in Windhagen ansässige Gewerbeverein „Initiative zur Stärkung der Region um Windhagen“ vereint zahlreiche Unternehmen der gesamten Region und veranstaltet im Rhythmus von zwei Jahren eine Gewerbeschau mit über 100 Ausstellern und weit über 10.000 Besuchern.

### Öffentliche Einrichtungen
Neben einem Bürgerhaus mit Veranstaltungsräumen bietet das moderne „Forum Windhagen“ Platz für größere Veranstaltungen. Seit Mai 2024 heißt es "Josef Rüddel Forum".
Zu den sportlichen Einrichtungen gehören eine neue Dreifeldsporthalle sowie der 2014 neu hergerichtete Rasensportplatz.
Windhagen verfügt über eine Grundschule mit Einfeldsporthalle, drei Kindertagesstätten sowie einen Jugendtreff und zahlreiche Spielplätzen in den jeweiligen Ortschaften.

## Kulturdenkmäler
- Siehe Liste der Kulturdenkmäler in Windhagen, Liste der Naturdenkmale in Windhagen

## Persönlichkeiten
- Bernhard Constantin von Schoenebeck (1760–1835), geboren in Johannisberg, Mediziner, Gelehrter, Bibliothekar und Autor
- Gisela Wirtgen (* 1944), Unternehmerin, Gründerin der Aktionsgruppe Kinder in Not, wirkt in Windhagen
- Erwin Rüddel (1955–2025), Politiker, Mitglied des Bundestages, stammt aus Windhagen
- Claus Weber-Höller (1924–2020), Mediziner und Generalsarzt der Bundeswehr, lebte im Ortsteil Stockhausen
- Josef Rüddel (1925–2023), Landwirt, von 1963 bis 2019 Ortsbürgermeister von Windhagen, ab 2019 Ehrenbürger der Gemeinde
- Ulrich Wegener (1929–2017), Polizeioffizier, Gründer und ehemaliger Kommandeur der Spezialeinheit GSG 9 der Bundespolizei, lebte im Ortsteil Schweifeld